# José Antonio Jiménez Salas
José Antonio Jiménez Salas (Saragossa, 10 de març de 1916 - 15 de novembre de 2000) va ser un Enginyer de camins espanyol, acadèmic de la Reial Acadèmia de Ciències Exactes, Físiques i Naturals.

## Biografia
Enginyer de camins, canals i ports per l'Escola de Madrid. Va rebre una beca Friedrich List amb la qual va estudiar a Múnic, Viena i Berlín. Posteriorment va especialitzar en física i mecànica del sòl, va ser nomenat Cap d'aquesta secció en l'Institut d'Edafologia del CSIC, càrrec que va ocupar fins a 1950.
Va treballar en la creació d'un laboratori de problemes de mecànica del sòl i geotècnia, dins de l'Escola d'Enginyers de Camins com a Director del laboratori Carreteres i Geotècnia. Així mateix també va ser Catedràtic de Geotècnia i Fonaments i Cap del Departament de Geotècnia a l'esmentada Escola, president i soci d'honor de la Societat Espanyola de Mecànica del Sòl i Enginyeria Geotècnica, president de la Societat Espanyola de Química del Sòl, primer president i President d'Honor de la Societat Espanyola de Mecànica de Roques, i primer president també de l'Associació Espanyola de Geologia per a l'Enginyer. És considerat com el pare de la geotècnia a Espanya.
Va fer conferències en diferents països i professor Honoris causa de la Universitat de Cantàbria i de la Universitat Nacional del Perú. Ha estat consultor sobre temes geotècnics relacionats amb l'enginyeria civil, assessorant sobre les fonamentacions de les centrals de Zorita, Santa María de Garoña, Almaraz i Lemoiz. El 1980 fou admès com a acadèmic a la Reial Acadèmia de Ciències Exactes, Físiques i Naturals, ingressant el 1982 amb el discurs Aportaciones científicas españolas a la Geotecnia.

## Publicacions
- Notas sobre Mecánica del Suelo (1945)
- Construcciones españolas sobre arcillas expansivas (1962)
- Note on a halloysite red clay from Fernando Poo Island (1963)
- Calculation methods of the streesses produced by swelling clays (1965)
- Tierras y rocas compactas como materiales de construcción (1966)
- Problemas geológicos del desarrollo, Real Academia de Ciencias (1971)
- Estabilidad de taludes en roca. Conceptos probabilísticos (1974)
- Cretaceous Clay Shales and Silurian Schists of Spain (1979)